# Меркурій-Редстоун-3
Меркурій-Редстоун-3 — перший пілотований суборбітальний політ США. Астронавт Алан Шепард в ході п'ятнадцятихвилинного суборбітального польоту за програмою «Меркурій» пілотував космічний корабель Freedom 7. Тим самим він став першим американцем в космосі, через три тижні після орбітального польоту Юрія Гагаріна.

## Назва корабля

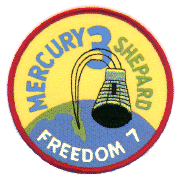
Нашивка на скафандрі

Назву Freedom 7 дав кораблю Алан Шепард, починаючи з нього інші астронавти програми «Меркурій» самостійно називали свої кораблі додаючи у кінці число 7, як визнання командної праці зі своїми колегами-астронавтами — «Перша сімка».
| Корабель              | Астронавт       | Ім'я           |
| --------------------- | --------------- | -------------- |
| «Меркурій-Редстоун-3» | Алан Шепард     | Freedom 7      |
| «Меркурій-Редстоун-4» | Вірджил Гріссом | Liberty Bell 7 |
| «Меркурій-Атлас-6»    | Джон Гленн      | Friendship 7   |
| «Меркурій-Атлас-7»    | Скотт Карпентер | Aurora 7       |
| «Меркурій-Атлас-8»    | Волтер Ширра    | Sigma 7        |
| «Меркурій-Атлас-9»    | Гордон Купер    | Faith 7        |

## Задачі польоту
1. Отримати досвід пілотованих космічних польотів, зокрема таких їх елементів, як старт, активний політ, стан невагомості (~5 хвилин), входження в атмосферу та посадка.
2. Оцінити можливість пілота управляти космічним кораблем, шляхом демонстрації ручного управління корабля, до, під час і після включення гальмової рухової установки і голосового зв'язку під час польоту.
3. Вивчення фізіологічних реакцій людини на космічний політ.
4. Приземлення астронавта та космічного корабля.

## Хід місії

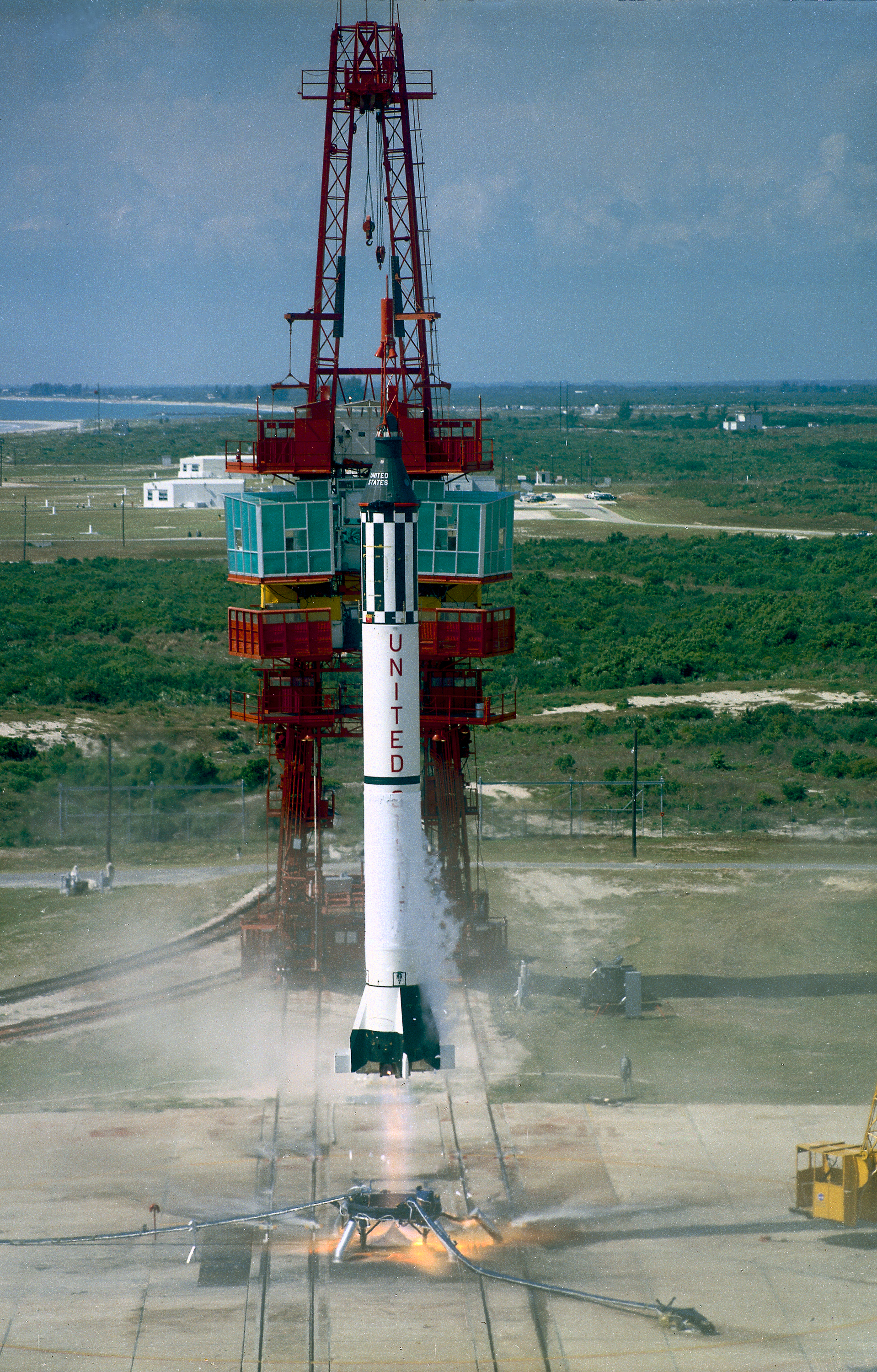
Старт MR-3

Зворотній відлік почався за день до запуску в 20:30, Шепард розмістився всередині корабля в 5:15 ЕТ, за дві години до запланованого часу старту. В 7:05 ЕТ старт відклали на годину через хмарність, чисте небо було необхідне для отримання хороших знімків Землі. Відлік переривався ще двічі з технічних причин, в результаті чого запуск відбувся на дві з половиною години пізніше запланованого.
Старт відбувся о 9:34 ЕТ, його спостерігали приблизно 45 мільйонів телеглядачів у США. Алан Шепард піддався максимальним навантаженням в 6,3g перед вимкненням двигунів ракети «Редстоун» через 2 хвилини 22 секунди після старту. Швидкість Freedom 7 становила 8262 км / год, що було близько до запланованої. Через 10 секунд була відстрілена вишка системи аварійного порятунку (САП) ракети, до трихвилинної позначки система орієнтації автоматично розгорнула Freedom 7, підготувавши корабель до входу до атмосферу.
Шепард отримав можливість перевірити ручне управління космічного корабля, і зробив декілька корекцій орбіти Freedom 7. Потім він почав спостереження за поверхнею Землі і встановив, що в змозі розрізнити крізь хмари узбережжя, острови і великі озера, але насилу виявляв міста.
Перед тим як автоматичні системи взяли контроль за посадкою, Шепард вручну управляв гальмівною установкою, повідомивши, що процес проходить гладко і за його відчуттями корабель повністю керований. Спуск йшов швидше, ніж передбачалося, але парашути були випущені, як і планувалося, гальмівний — на висоті ~ 6,4 км і основний ~ 3,0 км.
Через кілька хвилин після приводнення прибув рятувальний вертоліт, він підняв капсулу, Шепард вибрався через люк і перебрався в вертоліт, котрий доставив його і корабель на борт авіаносця «Лейк-Шамплейн». З моменту посадки до підйому на борт корабля пройшло всього 11 хвилин.

## Галерея

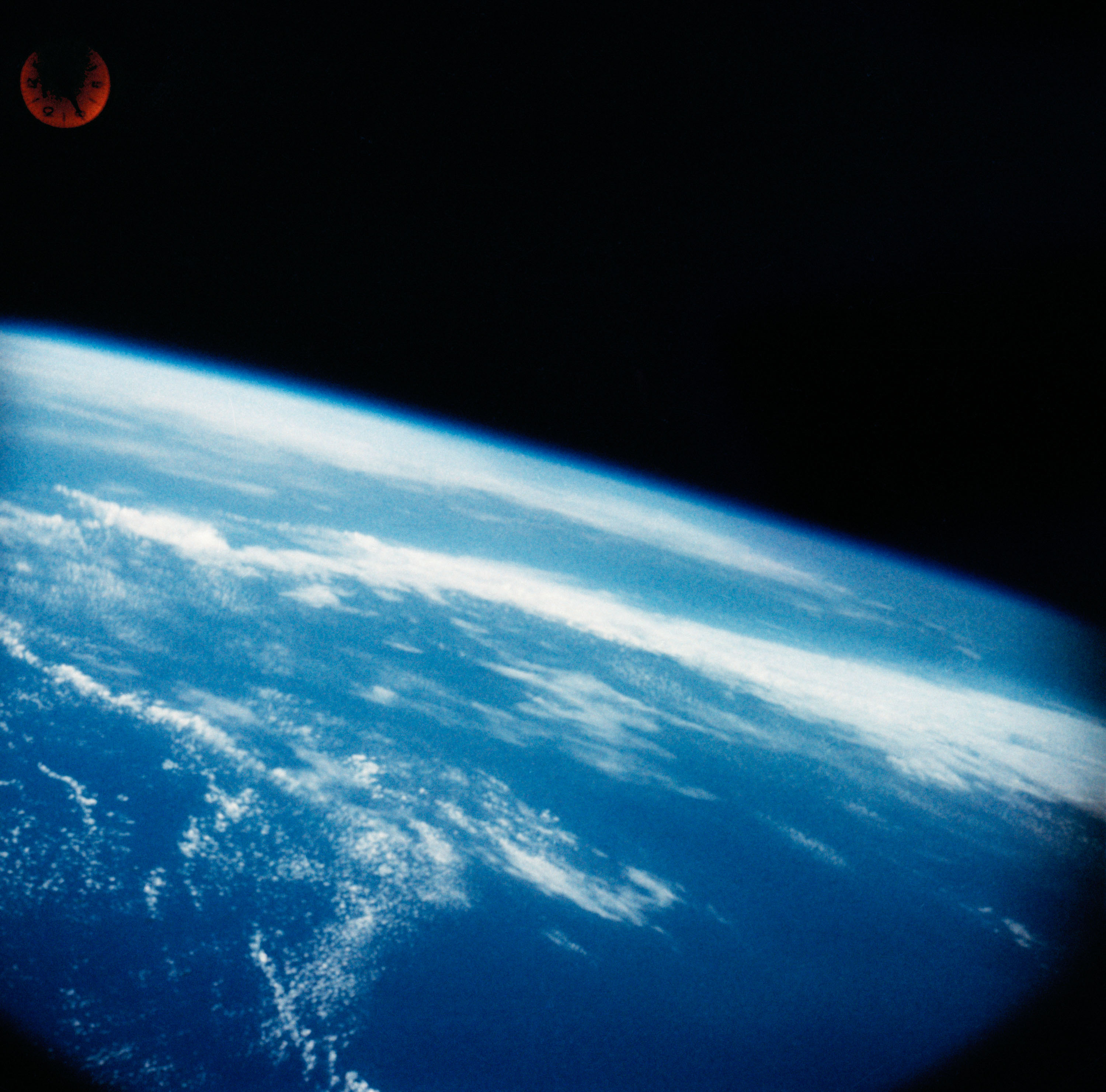
Фотографія Землі, зроблена з борту Freedom 7
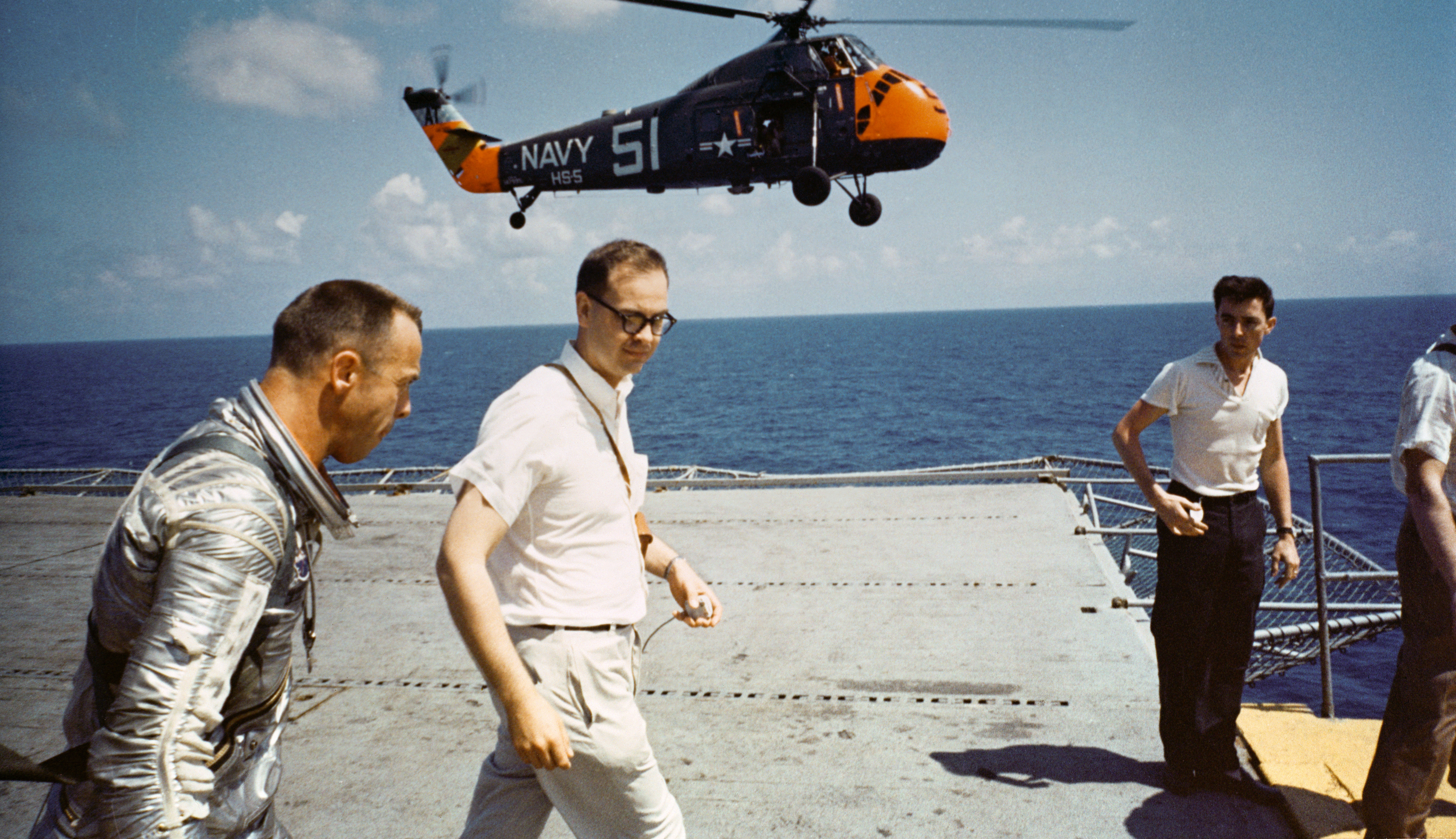
Шепард на палубі авіаносця USS Lake Champlain
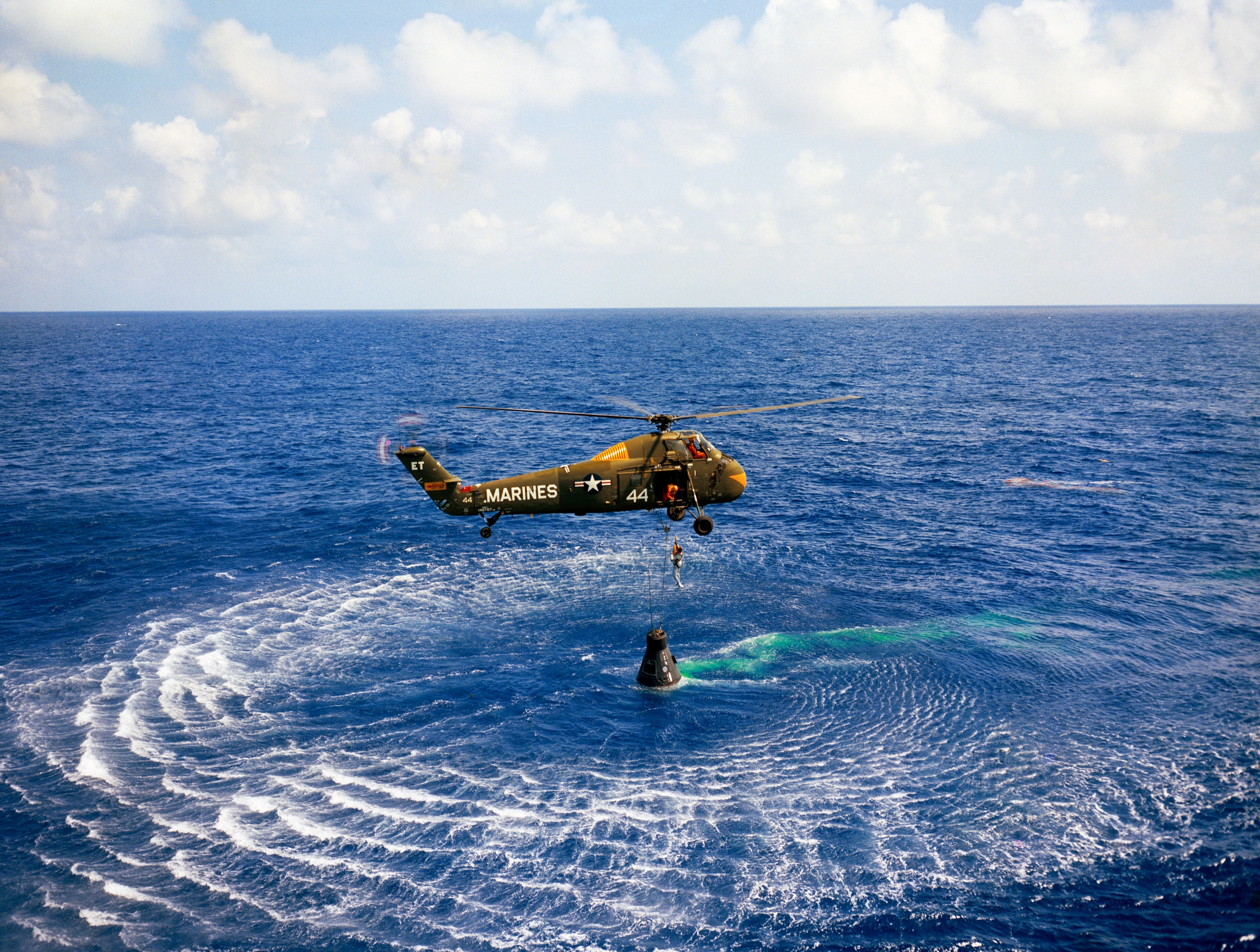
Корабель із Аланом Шепардом на місці посадки
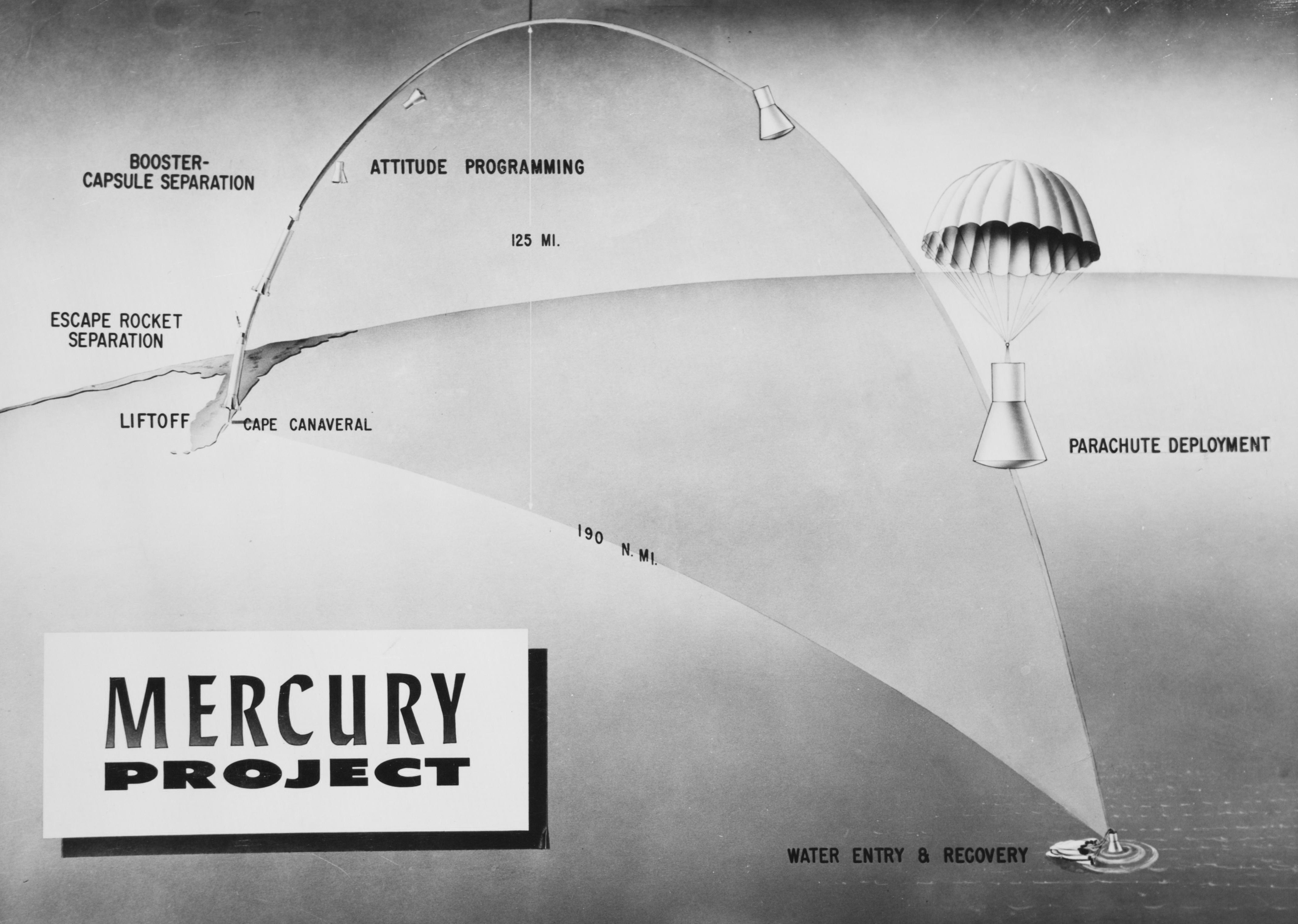
Діаграма польоту